# Grocholski (herb szlachecki)
Grocholski – polski herb szlachecki z nobilitacji.

## Opis herbu
W polu czerwonym, nad murem srebrnym, takież ramię zbrojne z szablą.
Na hełmie w koronie, klejnot – dwa skrzydła orle, srebrne.
Labry z prawej czerwone, podbite srebrem, z lewej srebrne, podbite czerwienią.

## Najwcześniejsze wzmianki
Nadany 15 kwietnia 1589 Stanisławowi Grocholskiemu, zwanemu Chojkowicz.

## Herbowni
Grocholski.